# Gare de Coulommiers
Ne doit pas être confondue avec la gare de Colomiers.
La gare de Coulommiers est une gare ferroviaire française de la ligne de Gretz-Armainvilliers à Sézanne, située sur le territoire de la commune de Coulommiers, proche du centre-ville, dans le département de Seine-et-Marne en région Île-de-France.
La station est mise en service le 2 avril 1863 par la compagnie des chemins de fer de l'Est avec l'ouverture de la section de Mortcerf à Coulommiers. Aujourd'hui, c'est une gare de la Société nationale des chemins de fer français (SNCF), desservie par les trains de la ligne P du Transilien.

## Situation ferroviaire

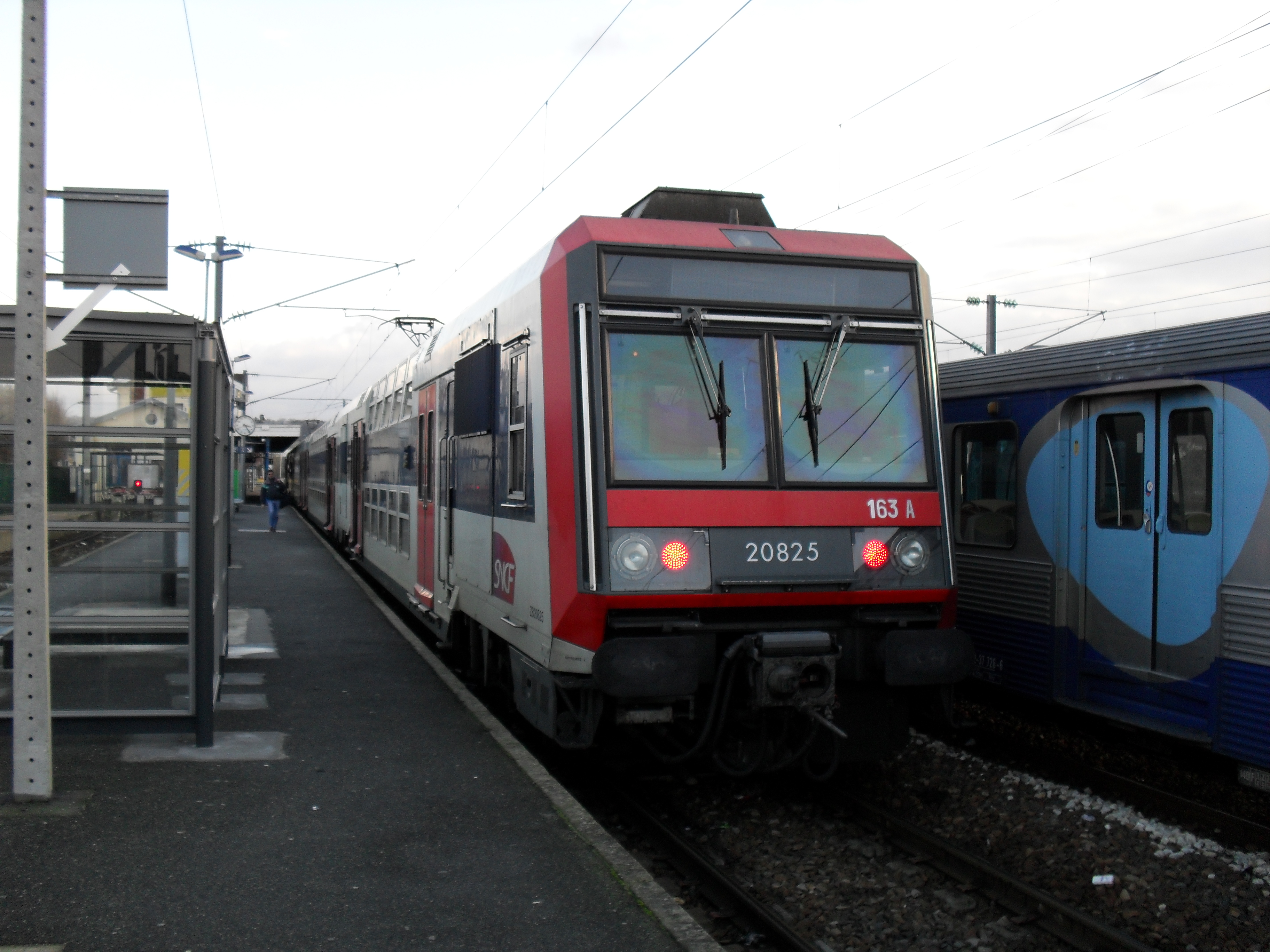
Gare de Coulommiers, terminus du trafic voyageurs de la ligne.

La gare de Coulommiers, établie à 72 m d'altitude, est située au point kilométrique (PK) 71,621 de la ligne de Gretz-Armainvilliers à Sézanne, entre la gare ouverte de Mouroux et la gare fermée de Chailly - Boissy-le-Châtel. Le trafic voyageurs par voie ferrée a cessé en direction de la gare de La Ferté-Gaucher. Coulommiers est aujourd'hui le terminus de la ligne et le trafic au-delà est assuré par autocar Transilien.

## Histoire
Le 2 février 1861, la compagnie des chemins de fer de l'Est, met en service le premier tronçon, jusqu'à la gare de Mortcerf, de sa future ligne de Gretz à Sézanne. La mise en service du tronçon suivant, de Mortcerf à Coulommiers va être plusieurs fois reportée du fait de sols de mauvaises qualités, provoquant notamment des éboulis dans les tranchées. La mise en service commercial, ainsi qu'une petite inauguration, eut finalement lieu le 2 avril 1863.
Le 13 décembre 2009, la ligne P du Transilien est mise en horaires cadencés y compris pour les trains qui desservent la ligne de Gretz à Coulommiers. La navette s'arrêtant à Tournan est supprimée et remplacée par un train jusqu'à la gare de Paris-Est.
En 2019, selon les estimations de la SNCF, la fréquentation annuelle de la gare est de 1 413 685 voyageurs.

## Services voyageurs

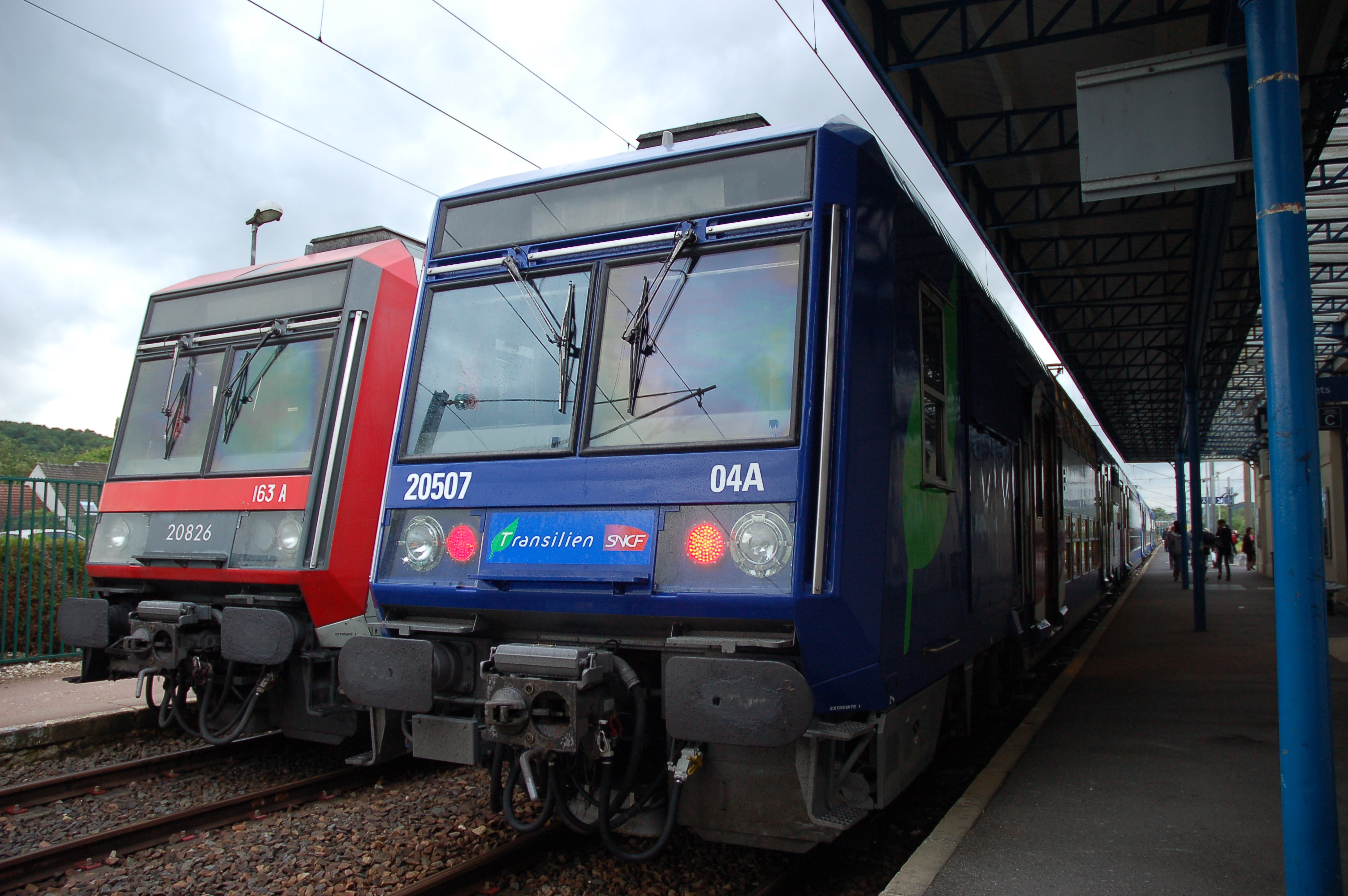
Rames Transilien en gare de Coulommiers

### Accueil
Gare SNCF du réseau Transilien, elle offre divers services avec, notamment, une présence commerciale quotidienne du lundi au vendredi et des aménagements et services pour les personnes à mobilité réduite. Elle est notamment équipée d'automates pour la vente des titres de transport (Transilien et Navigo) ainsi que d'écrans d'information.

### Desserte
La gare est desservie par les trains de la ligne P du Transilien (réseau Paris-Est).
Les services en direction de La Ferté-Gaucher sont assurés par la ligne de bus Transilien P du réseau de bus Brie et 2 Morin.

### Intermodalité
Des parkings pour les véhicules sont aménagés au nord et au sud de la gare. La gare est desservie par les lignes 01, 03A, 03B, 17, 41A, 41B, A, B du réseau de bus Brie et 2 Morin, par le service de transport à la demande « TàD Coulommiers » et par la ligne 3262 du réseau de bus Provinois - Brie et Seine.

## Projets
Selon la Chambre de commerce et d'industrie de Seine-et-Marne, le département aurait le projet de prolonger la ligne d'Esbly à Crécy-la-Chapelle jusqu'à Coulommiers.

## Galerie de photographies

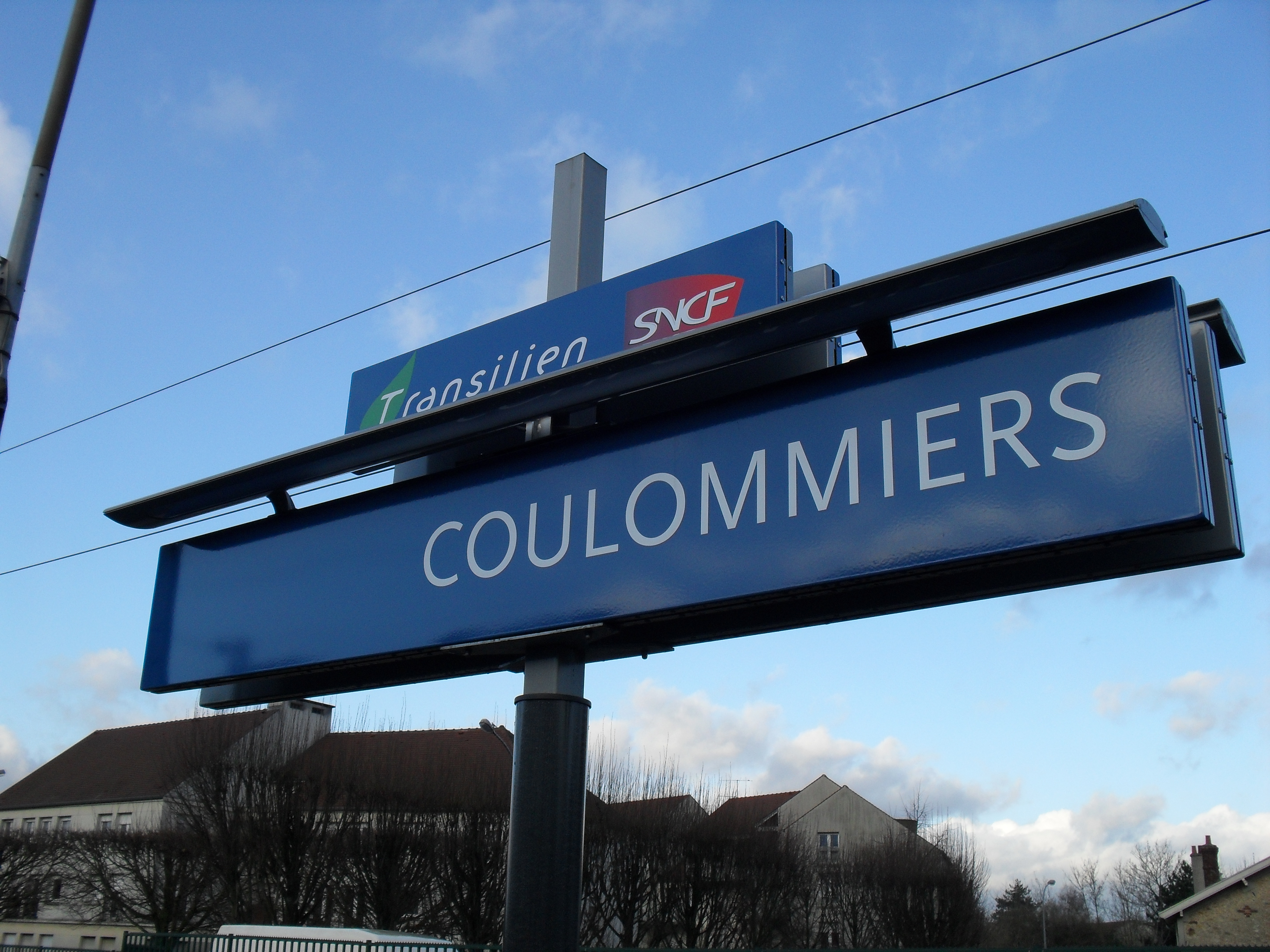
Panneau de quai avec le nom de la gare.
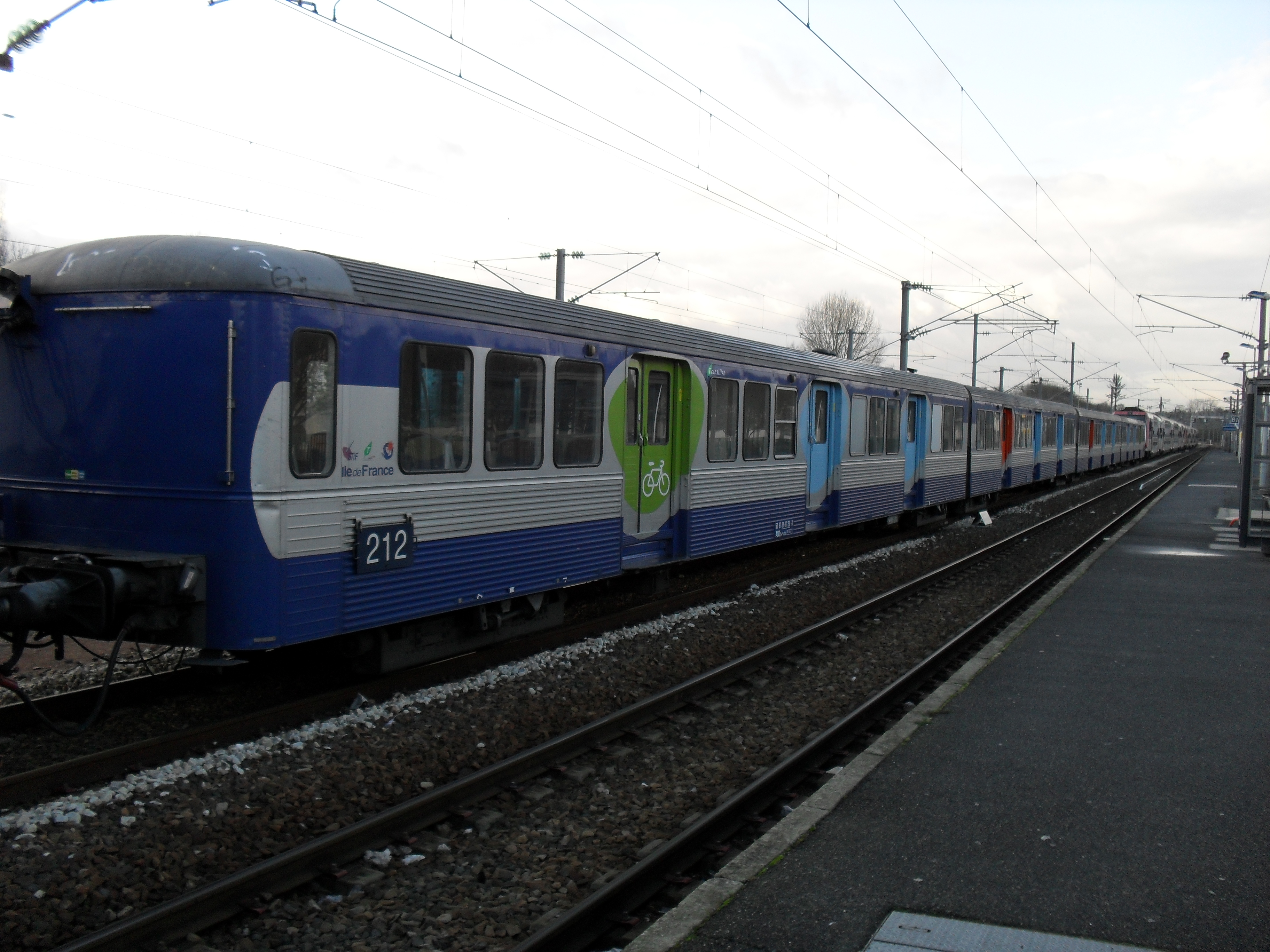
Une rame RIB rénovée en gare.
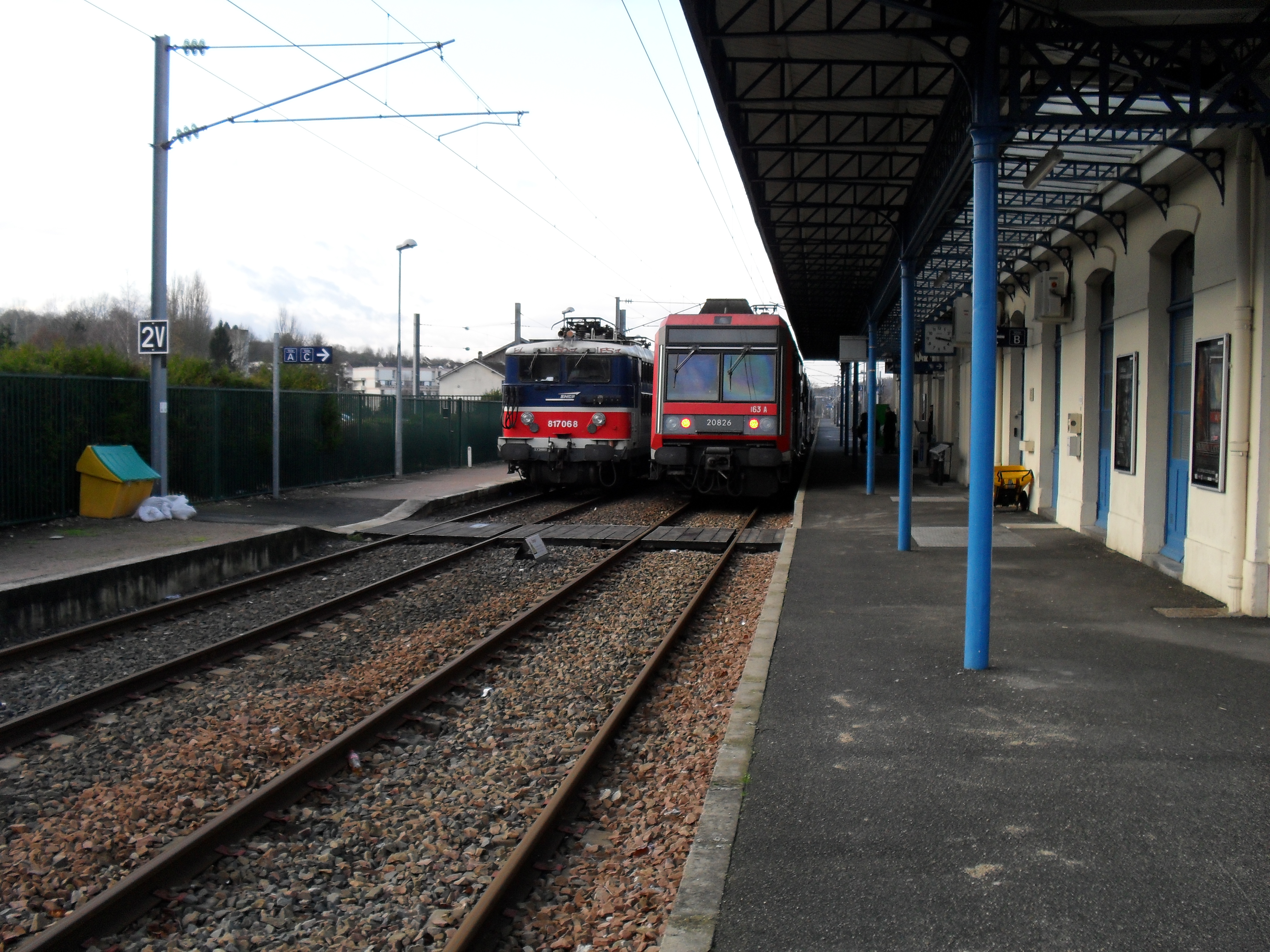
Une Z 20500 et une BB 17000 à quai devant le bâtiment voyageurs.

## Iconographie
Cartes postales anciennes du début des années 1900.
- Coulommiers - La gare, édit. E. Dessaint
- Coulommiers - La Gare (vue intérieure), J. Bourgogne, Château-Thierry
- Coulommiers - Rue de la Gare, 53, édit J. B.
- Coulommiers - La Gare, ND.4